# Virginia Spate
Virginia Margaret Obione Spate AC FAHA (* 1937 in Reading, England; † 12. August 2022) war eine australische Kunsthistorikerin und Hochschullehrerin.

## Leben
Virginia Spate wurde 1937 im englischen Reading als Tochter des Geographen Oskar Spate und der Lehrerin Daphne Spate geboren. Einen Teil ihrer Kindheit verbrachte sie im burmesischen Rangun, wo ihr Vater eine Stellung an der lokalen Universität angenommen hatte. Mit Ausbruch des Zweiten Weltkriegs wurden Virginia und ihre Mutter ins australische Melbourne evakuiert, während ihr Vater zunächst in Britisch-Indien blieb. Erst in der Spätphase des Kriegs wurde die Familie in London wieder vereint. 1951 wanderte die mittlerweile um ein Brüderpaar gewachsene Familie nach Australien aus, wo ihr Vater einen Ruf an die Australian National University (ANU) angenommen hatte. Virginia wurde zunächst an einer progressiven Privatschule in Melbourne unterrichtet, an der auch ihre Mutter arbeitete; später besuchte sie die Canberra High School, die in direkter Nachbarschaft zum Campus der ANU lag.
Ab 1956 studierte Spate Kunstgeschichte an der Universität Melbourne, die als einzige australische Universität dieses Studienfach damals anbot. Maßgeblich beeinflussten sie in den nächsten Jahren Franz Adolf Philipp und Ursula Hoff. 1961 erhielt einen Doppel-Bachelor in Geschichte und Fine Arts, ein Jahr später folgte ihr Master-Abschluss mit einer unter Bernard Smith angefertigten Arbeit über den australischen Künstler Tom Roberts, einem Vertreter der Heidelberg School. Im Jahr 1963 veröffentlichte sie in einer von Smith herausgegebenen Reihe ihr erstes Buch, das sich mit dem australischen Künstler John Olsen beschäftigte. Auch ihre Master-Arbeit über Tom Roberts bereitete sie für die Publikation vor, die 1972 erfolgte. Parallel setzte sie ihre Hochschulstudien fort, zunächst mit einem zweiten Master-Studiengang an der University of Cambridge, dann mit einer Promotion am US-amerikanischen Bryn Mawr College. Ihre Doktorarbeit zum orphischen Kubismus führte sie für längere Zeit nach Paris; mit dem erfolgreichen Abschluss der Promotion wurde Spate nach Bernard Smith die zweite Australierin mit einem Doktorgrad in Kunstgeschichte.
Die nächsten Jahre verbrachte Spate damit, ihre Dissertation für die Veröffentlichung vorzubereiten, die 1979 in der Oxford University Press erfolgte. Parallel kuratierte sie zwei Ausstellungen zur französischen Avantgarde im Cambridger Kettle’s Yard, eine weitere Ausstellung zur französischer Kunst von 1760 bis 1830 kuratierte sie für die Art Gallery of New South Wales. Im Jahr 1978 trat Spate Bernard Smiths Nachfolger als Power Professor of Fine Arts an der Universität Sydney an, einem kunstwissenschaftlichen Lehrstuhl, der mit dem Nachlass des Malers John Joseph Wardell Power im Jahr 1967 gegründet worden war. Ex officio war Spate damit auch Direktorin des zugehörigen Power Institute of Fine Arts und Leiterin der daran angegliederten Power Collection of Contemporary Art. Unter Spates Ägide wurde das Lehrangebot des Instituts in den 1980ern und 1990ern modernisiert und erweitert; inhaltlich begründete sie neue Disziplinen am Institut wie Filmwissenschaften, Design Studies, asiatische Kunstgeschichte, französische Kunsttheorie und indigene Kunst, vor allem jener der Aborigines. Die Kunst der Aborigines betrachtete sie dabei nicht – wie bis dahin üblich – aus einer anthropologischen, sondern aus einer kunstwissenschaftlichen Perspektive. Unter Spates Leitung wurde das Institut das progressivste kunstwissenschaftliche Universitätsinstitut Australiens. 1998/1999 absolvierte Spate eine Gastprofessur als Slade Professor of Fine Art an der University of Cambridge, 2004 wurde sie als Hochschullehrerin emeritiert.
Als Kunsthistorikerin beschäftigte sich Spate nach ihrer Doktorarbeit weiterhin mit der französischen Kunstgeschichte. 1992 legte sie ihr vielfach gefeiertes Hauptwerk The Colour of Time vor, das eine Analyse des Werks von Claude Monet darstellte. Für das Buch erhielt sie als erste Person aus Australien den Mitchell Prize der US-amerikanischen College Art Association. Viel gelobt wurde sie für ihre lebhaften Beschreibungen und Analysen der von ihr diskutierten Bilder, die in ihren Büchern gleichberechtigt neben der Präsentation ihrer kunsthistorischen Forschungsergebnisse standen. Über Monet and Japan kuratierte sie 2001 mit Gary Hickey eine Ausstellung an der National Gallery of Australia, für eine weitere Monet-Ausstellung in der Auckland Art Gallery 1985 war sie ebenfalls als Kuratorin tätig gewesen. Nach ihrer Emeritierung 2004 beschäftigte sie sich zum einen mit der Stellung der Landschaft als Motiv französischer Kunst und zum anderen mit dem Thema der Badenden im Werk von Paul Cézanne. Für beide Projekte recherchierte und lebte sie einige Jahre in Paris, ehe sie durch ihre schwächelnde Gesundheit wieder nach Australien zurückkehren musste. Beide Projekte blieben deshalb unvollendet.
Im Gegensatz zur damals vorherrschenden New Art History, die marxistische und postmoderne Ansätze verband, setzte Spate in ihrer eigenen Forschung auf ein eher traditionelles Verständnis der kunsthistorischen Forschung. Nichtsdestotrotz engagierte sie sich für diese neuen Ansätze, unter anderem durch ihre Personalpolitik am Power Institute of Fine Arts, für das sie bedeutsame Vertreter dieser neuen Ansätze wie den Medienwissenschaftler Alan Cholodenko und den Designtheoretiker Tony Fry gewinnen konnte. Zudem entwickelte sich der an ihrem Institut angesiedelte Verlag Power Publications unter ihrer Ägide in einen bedeutenden Verlag postmoderner Texte, der sich besonders mit der Publikation von Übersetzungen und Diskussionen der Werke moderner französischer Philosophen einen Namen machte. Parallel intensivierte Spate ihr Engagement für die Power Collection of Contemporary Art, deren Kuratoren sie 1983 neu ernannte und die sie anschließend auf die Sammlung zeitgenössischer australischer Kunst und die Kunst der Aborigines ausweitete. Gleichzeitig engagierte sie sich dafür, dass die Sammlung in ein eigenes Museum überführt wurde und führte entsprechende Verhandlungen mit der Regierung von New South Wales unter Neville Wran, die 1991 zur Gründung des institutionell unabhängigen Museum of Contemporary Art Australia führten.
Neben ihrer Arbeit als Kunsthistorikerin war Spate auch anderweitig tätig; unter anderem gehörte sie dem Senat der Universität von Sydney an, zudem wurde sie in den Beirat der National Gallery of Australia berufen. 1982 erhielt sie die australische Staatsbürgerschaft. Politisch links ausgerichtet, engagierte sie sich in der Umweltbewegung. Unter anderem nahm sie an den Protesten gegen den Bau des Franklin-Staudamms in Tasmanien Anfang der 1980er teil, wegen der sie 1983 kurzzeitig verhaftet wurde. Als langjährige Bewohnerin von Sydneys Stadtviertel Pyrmont war sie ferner Teil verschiedener Initiativen zur Bewahrung der architektonischen und sozialen Charakteristika des Stadtteils; am 23. August 1992 war sie Ministerin für Kunst, Kultur, Bildung und Medien der plakativ für einen Tag ausgerufenen Republic of Pyrmont. Privat blieb Spate ihr Leben lang ledig; eine lange Freundschaft verband sie mit dem italienischen Grafikdesigner Germano Facetti. Für ihr Arbeit vielfach geehrt, starb Spate im August 2022 im Alter von 84 Jahren. Ihre private Bibliothek gab sie als Vorlass an die Schaeffer Library der University of Sydney; ihr übriger Nachlass befindet sich in der National Library of Australia.

## Ehrungen
- 1981: Fellow der Australian Academy of the Humanities[1]
- 1992: Mitchell Prize der College Art Association für The Colour of Time[1]
- 2001: Centenary Medal[1]
- 2003: Chevalier des Ordre des Arts et des Lettres[1]
- 2018: Companion des Order of Australia[1]

## Veröffentlichungen (Auswahl)
Monografien
- John Olsen. Georgian House, Melbourne 1963.
- Tom Roberts. Lansdowne Press, Melbourne 1972.
- Orphism: The Evolution of Non-figurative Painting in Paris, 1910–14. Oxford University Press, Oxford 1979. ISBN 0-19-817197-8.
- The Colour of Time: Claude Monet. Thames & Hudson, London 1992. ISBN 0-500-09229-X.
- Degas: Life and Works. Cassell Illustrated, London 2000. ISBN 1-57071-690-0
- mit Gary Hickey: Monet & Japan. Ausstellungskatalog. National Library of Australia, Canberra 2001. ISBN 978-0-642-54135-2.